# Attagis gayi
La agachona grande o perdicita cordillerana (Attagis gayi) es una especie de ave caradriforme de la familia Thinocoridae que se reproduce y reside en los Andes del  Ecuador, el sur de Colombia, el sur de Perú, el oeste de Bolivia y los Andes de Chile y Argentina.

## Taxonomía
Es un miembro de la familia Thinocoridae, un grupo de pequeñas aves limícolas gregarias que están adaptadas a una dieta vegetariana de semillas y otras plantas. Su alimento más común son los brotes en los ápices de las plantas almohadilla. Se encuentra a lo alto de los Andes, a una altitud de 4000 m, aunque lo más bajo que pueden encontrarse es a 1000 m aproximadamente. Es un ave muy resistente y no desciende en las partes bajas de las colinas, incluso en condiciones muy duras.
Se reconocen las siguientes subespecies:
- Attagis gayi latreillii
- Attagis gayi simonsi
- Attagis gayi gayi

## Descripción y hábitat
Cuando la agachona grande se encuentra en tierra, superficialmente parece una perdiz por la estructura y la forma de su pico. Tiene patas cortas, alas largas y puntiagudas, y se parece mucho más a un ave limícola o pterocliforme en vuelo. El más grande de los tinocóridos mide entre 27 y 32 cm (10,7 a 13 pulgadas). Es un ave muy voluminosa, esta especie pesa entre 300 y 400 gramos (10,6 a 14,1 onzas).
Se reproduce en Chile y la Patagonia, tiene festoneadas las partes inferiores de rojizo pálido y en las partes superiores de marrón rojizo, con algunas excepciones. A.g. latreillii de Ecuador es más castaño por debajo y más oscuro por arriba. A.g. simonsi de Perú, Bolivia y el noroeste de Argentina, ocupa un lugar intermedio entre la apariencia de las anteriores.
Ambos sexos son similares, y los menores son muy parecidos a los adultos. Su llamado es un ruidoso tchaaa.
La agachona grande deposita de 2 a 3 huevos en un hoyo poco profundo en el suelo, y los jóvenes son capaces de caminar y alimentarse tan pronto salen del cascarón.
Estas aves son a veces cazadas como alimento por la población local, especialmente cerca de las minas.